# Бахнов, Леонид Владленович
Леони́д Владле́нович Бахно́в (род. 4 марта 1948, Уфа) — советский и российский прозаик, филолог, критик, редактор, педагог.

## Биография
Родился 4 марта 1948 года в Уфе в семье писателя В. Е. Бахнова.
В 1971 году закончил филологический факультет МГПИ им. В. И. Ленина. Посещал семинар по прозе Юрия Трифонова в литературной студии при МГК ВЛКСМ, семинары Фазиля Искандера и Андрея Битова в литературной студии «Зеленая лампа» при журнале «Юность».
В 1971—1972 годах работал учителем русского языка в школе.
В 1972—1973 годах работал в отделе критики в «Литературной газете». В 1974—1987 годах работал в журнале «Литературное обозрение» В 1993—1995 годах был редактором в Общей газете. В 2002—2004 годах трудился в газете «Известия».
На протяжении почти тридцати лет, с 1987 по 2017 годы вел отдел прозы в журнале Дружба народов: член редколлегии, заведующий отделом прозы журнала «Дружба народов».
Автор ведущих литературно-художественных журналов — «Новый мир», «Октябрь», «Знамя», «Дружба народов», «Вопросы литературы» и других изданий. В 1997 году стал членом Академии российской современной словесности (АРС’С, 1997—2006). В разное время был в составе жюри ряда литературных премий. Неоднократно, в период с 2008 по 2013 год был председателем жюри по прозе Международного Волошинского фестиваля.
В разное время Леонид Бахнов сотрудничал с журналами «Юность», «Сельская молодежь», «Огонёк», с «Новой газетой» и различными интернет-изданиями. Открыл путь в литературу многим ныне известным писателям России и ближнего зарубежья.
В январе 2017 года вышел из состава Русского ПЕН-центра, указав в своём заявлении, что полагает «…для себя невозможным оставаться в организации, руководство которой позволяет себе манипуляции с Уставом и выборным процессом, а правозащитной деятельности предпочитает санкции против коллег».
Член Союза писателей Москвы, Ассоциации «Свободное слово», ПЕН-Москва.

## Семья
- Морозов, Георгий Георгиевич (1880—1934) — прадед, государственный и партийный работник
- Моррисон, Александр Платонович (1902—1937) — дед, журналист, редактор
- Морозова, Вера Георгиевна (1903—1991) — бабушка, российский скульптор
- Морозова, Нелли Александровна (1924—2015) — мать, редактор, киносценарист
- Бахнов, Владлен Ефимович (1924—1994) — отец, поэт, журналист, драматург, сценарист[2]
- Бахнова, Лариса — жена, редактор.
- Sparks, Polina — дочь, журналист.
- Sparks, Samuel — внук
- Sparks Nataly — внучка